# Franciszek Masłowski (filolog klasyczny)
Franciszek Masłowski (ur. w 1530, zm. w 1594) – sekretarz Stefana Batorego, polski grecysta z epoki renesansu, sekretarz królewski i pisarz ziemski wieluński w 1570 roku, padewczyk, brat Gabriela, przyjaciel Jana Kochanowskiego.

## Życiorys
Franciszek Masłowski (Maslovius) urodził się w 1530 roku jako syn Piotra, sędziego wieluńskiego. Szlachecka rodzina Masłowskich herbu Samson, z której pochodził, wywodziła się z ziemi wieluńskiej. Masłowscy używali przydomku „Watta” i pisali się „z Rudy”. (Z. Gloger w swej „Geografii historycznej ziem dawnej Polski” podaje za Długoszem, że pierwszą stolicą ziemi wieluńskiej była Ruda, zanim wybrano dogodniej położony Wieluń). Rodzina Masłowskich znana była w ziemi wieluńskiej jako jedna ze znaczniejszych już w końcu XIV stulecia. Natomiast w połowie XVI wieku należały do niej działy w Łaszowie, Małyszynie, Okalewie, Olewinie i niemal cała Ruda.
Franciszek Masłowski był rówieśnikiem Jana Kochanowskiego, jego kolegą i przyjacielem ze studiów na Uniwersytecie w Padwie we Włoszech. Protektorem Franciszka Masłowskiego, który umożliwił mu studia we Włoszech, był Jan Przerębski – podkanclerzy koronny i sekretarz królewski, późniejszy (od 1559) arcybiskup gnieźnieński i prymas Polski. Skierował on go tam w roku 1553 (prawdopodobnie razem z Piotrem Przerębskim).
Studia Masłowskiego na wydziałach filozofii i prawa Uniwersytetu w Padwie trwały do 1558. Obejmowały one między innymi retorykę u Franciszka Robortello i filozofię u Antoniego z Genui. Masłowski udzielał się czynnie w życiu polskiej kolonii na Uniwersytecie Padewskim wśród tak wybitnych jej przedstawicieli jak Jan Kochanowski, Andrzej Patrycy Nidecki (Patricius), Jan Grodziecki, Stanisław Warszewicki, Piotr z Goniądza (Gonesius), Mikołaj Śmieszkowic (Gelasinus). O jego aktywności świadczy fakt, że w 1555 powierzono mu funkcję konsyliarza polskiej nacji. Znacznym jego osiągnięciem było uzyskanie dla nacji polskiej dwu lektur: 1) dla Stanisława Warszewickiego – filozofii moralnej i 2) Piotra z Goniądza – filozofii sofistycznej. Wprawdzie w 1556 roku nie udało mu się uzyskać dla siebie lektury prawa. Wkrótce jednak doprowadził do pomyślnego wyboru Piotra Kostki na drugiego konsyliarza ultramontanów na wydziale filozofii. W następnym okresie jego studiów na Uniwersytecie w Padwie, to jest w latach 1557 i 1558 funkcje konsyliarzy sprawowali: Piotr Przerębski, Mikołaj Śmieszkowic, Jan Grodziecki i Andrzej Nidecki.
O bliskim koleżeństwie i przyjaźni Masłowskiego z Janem Kochanowskim świadczą jego wiersze adresowane „do Franciszka”. Zawierają one zwięzłą charakterystykę Masłowskiego. W pierwszym Foricoenium 62 zatytułowanym „Na portret Franciszka Masłowskiego” („In maginem Franc. Maslovii”) – autor podkreśla uzdolnienia i wiedzę Franciszka pisząc (w przekładzie na polski): „Najmilszy Franciszku! Chociaż to portret biegle malowany, jednak maleńką tylko cząstkę Ciebie oddaje. W obrazie twarz Twoję poznaję i prawdziwe rysy, lecz nauki i umysłu wzniosłego nie widzę.” Drugim wierszem jest skierowana „Do Franciszka” fraszka II 102, z której wynika, że opuściwszy Rzym, Masłowski odbywał podróże po licznych krajach (zwłaszcza w misjach dyplomatycznych – m.in. w 1573 r. do Francji z zaproszeniem Henryka Walezego na tron Polski). We wspomnianej fraszce czytamy bowiem:
„Ani Ulisses, ani Jazon młody,

 Choć o nich siła starzy nabajali,

 Tak wiele ziemie snać nie objechali,

 Jako ty, który od Tybrowej wody

 Szedłeś, Franciszku, przez różne narody,

 Aż tam, gdzie nigdy lata nie uznali

 I ogniów palić ludzie nie przestali,

 Prze mróz gwałtowny i prze wieczne lody.

 Więc i w to nie wierz, aby w tej krainie

 Medea jaka i Circe nie była,

 Która by ludzi obracała w świnie.

 Tak się tu dobrze druga wyćwiczyła,

 Żeby tę samę, co tak bardzo słynie,

 W niedźwiedzia Circę łatwie obróciła.”
Za czołowe osiągnięcie Masłowskiego z okresu jego studiów w Padwie uznawany jest przekład z greckiego na łacinę traktatu o retoryce Demetriusza z Faleronu. Zachętą do podjęcia tego ambitnego zadania były dla niego filologiczne zainteresowania środowiska, w którym przebywał, a zwłaszcza kolegów grecystów: Grodzieckiego i Warszewickiego. Podstawą przekładu był tekst grecki opublikowany drukiem we Florencji w 1552 przez Piotra Victoriusa. Pomocą w pracy zaś służył mu znakomity badacz i wydawca spuścizny antyku, a zarazem nauczyciel filozofii, retoryki i etyki Francesco Robortello (Franciscus Robortellus, 1516–1567), który udostępnił mu ze swej biblioteki tekst grecki w rękopisie. Pracę przy przekładzie zakończył Masłowski 5 kwietnia 1556, lecz drukowane wydanie ukazało się w Padwie w 1557 roku i nosiło tytuł: „Demetrii Phalerei De elocutione liber a Francesco Maslovio Polono in latinum conversus et ab eodem obscuriorum locorum explicationibus illustratus”. Masłowski miał wątpliwości, czy autorem tłumaczonego dzieła jest istotnie Demetriusz z Faleronu, mimo to zachował tradycyjną formę tytulatury (rezygnując jednak z tekstu greckiego, z wyjątkiem cytowanych w oryginale przykładów). Jako dodatek opracował ponadto i opublikował równocześnie scholia (komentarze) pt. „Francisci Maslovii Poloni Scholia quibus obscuriores loci in Demetrii De elocutione libro explicantur.” Z przekładu i opracowanych przez Masłowskiego scholiów korzystał jeszcze w XVII wieku Thomas Gale wydając zbiór retoryk („Rhetores selecti”, Oxonii, 1676). Warto wspomnieć, że równolegle z Masłowskim traktat Demetriusza z Faleronu przełożył i opublikował w tymże 1557 roku w Bazylei inny Polak grecysta Stanisław Iłowski (pt.: „Demetrii Phalerei De elocutione Liber, a Stanislao Ilovio Polono Latinitate donatus et Annotationibus illustratus”) Kolejności obu przekładów nie ustalono, a w niektórych dawnych informacjach bibliograficznych autorzy obu podobnie zatytułowanych tłumaczeń są utożsamiani jako jedna i ta sama osoba.
Po powrocie do kraju Masłowski w 1570 reprezentował województwo sieradzkie jako poseł na sejmie warszawskim. Był zarazem sekretarzem królewskim. Zasiadł w tym czasie na rokach ziemskich ostrzeszowskich. Zaś w latach 1571–1594 był pisarzem ziemskim wieluńskim.
W 1573 Masłowski wszedł w skład poselstwa Olbrachta Łaskiego (wojewody sieradzkiego) do Paryża z zaproszeniem Henryka Walezego na tron króla Polski. François Baudouin – współczesny mu francuski historyk i prawnik – określił go wówczas w swym „De Legatione Polonica, oratio” (wyd. Lutetiae 1573) jako: „vir doctissimus et humanissimus”. Zaś w okresie drugiego bezkrólewia (1575) Masłowski (wraz ze swym bratem Gabrielem) był stronnikiem cesarza Maksymiliana Habsburga, którego akt elekcji podpisał w 1575. W 1587 roku podpisał elekcję Maksymiliana III Habsburga.
W latach 1580–1581 Franciszek Masłowski zajmował się w województwie sieradzkim egzekwowaniem podatków. W czasie elekcji 1587 roku głosował na Zygmunta Wazę. Z dostępnych materiałów można także dowiedzieć się, że w 1590 r. powierzono mu zabezpieczenie wieluńskich ksiąg ziemskich. Dokładna data śmierci Franciszka Masłowskiego nie jest znana. Nastąpiła ona po 1590 roku (nie zaś – jak to twierdził Franciszek Maksymilian Sobieszczański w Encyklopedii Orgelbranda – w młodym wieku w Padwie, gdzie jakoby ufundowano mu nagrobek w kościele św. Antoniego). Świadczy o tym również informacja, że pisarzem ziemskim wieluńskim był do roku 1594.